# Café du savoir
 (février 2014).
Si vous disposez d'ouvrages ou d'articles de référence ou si vous connaissez des sites web de qualité traitant du thème abordé ici, merci de compléter l'article en donnant les références utiles à sa vérifiabilité et en les liant à la section « Notes et références ».

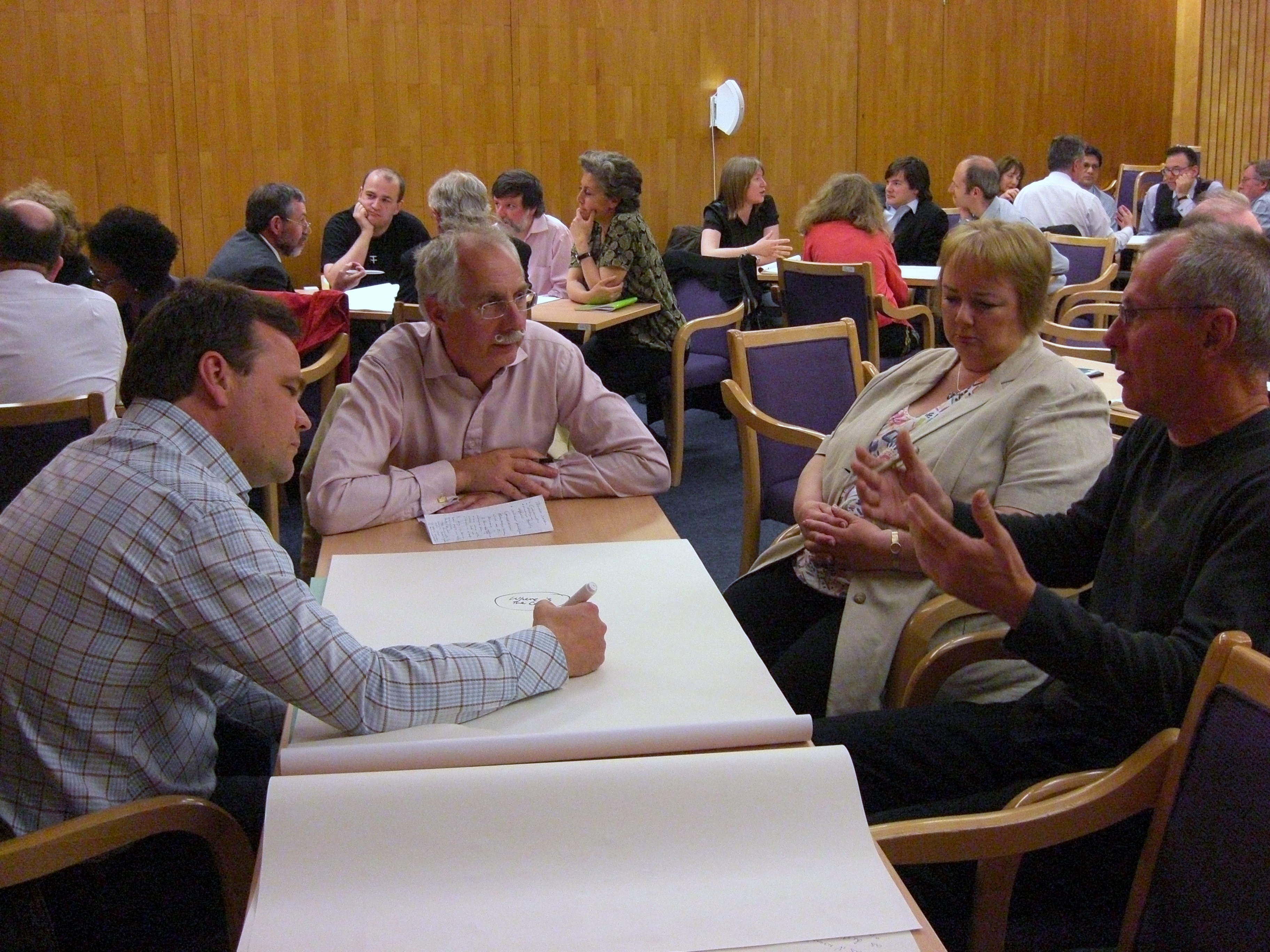
Petit groupe de conversation au Café du savoir Gurteen

Un Café du savoir (en anglais : Knowledge café) est une réunion organisée dont le but est de réunir des gens autour d'une discussion ouverte et créative sur un sujet d'intérêt commun. Le but est de proposer des idées, de partager des connaissances et de débattre afin de permettre aux participants d'acquérir une meilleure compréhension du sujet abordé et de ses implications.

## Origines
Les Cafés du savoir ont de multiples origines en lien notamment avec les  The World Cafe. Elizabeth Lank a développé le concept en créant des lieux de réunion physique mobiles durant les années 1990. Ces réunions ont été popularisées au Royaume-Uni  et aux États-Unis par Charles Savage avec ses Knowledge Era Enterprizing et Entovation International, et plus récemment par David Gurteen, un consultant spécialisé dans la [Gestion des connaissances]. Eunika Mercier-Laurent reprend un principe similaire dans le cadre de ses Cafés de l'Innovation.

## Déroulement du processus
Le Café du savoir démarre en disposant les participants en cercle de chaises. Le groupe est dirigé par un facilitateur qui initie la réunion en expliquant le but des Cafés du savoir et le rôle de la conversation dans les relations professionnelles. Le facilitateur introduit ensuite le sujet à l'ordre du jour en lançant une ou deux questions clefs ouvertes. Par exemple, si le sujet est le partage de l'information, la question d'ouverture peut être « Quelles sont les barrières au partage de l'information et comment les surmonter ? »
Quand l'étape d'introduction est terminée, le groupe se sépare alors en sous-groupes d'environ cinq personnes. Chacun des groupes nouvellement créés discute librement le sujet durant 45 minutes sans intervention du facilitateur et sans prise de notes des discussions à destination des autres groupes. 
Les participants retournent ensuite en cercle pour une dernière phase de 45 minutes durant laquelle sont discutés les débats issus des sous-groupes. Sont alors évoqués les pensées, idées et informations diverses ayant émergé au cours du processus.
Un Café du savoir est particulièrement efficace par groupe de 15 à 50 participants (30 étant un nombre idéal). Au-delà de 50 personnes il est généralement nécessaire d'utiliser des micros pour retranscrire les débats, ce qui a pour effet d'inhiber les participants et demande une organisation préalable peu compatible avec ce type de réunions. La durée du processus oscille entre une et deux heures et requiert pour règle de dédier la majeure partie du temps à l'échange des points de vue. Les présentations préparées en amont et autres rapports de discussions n'ont pas leur place dans les Cafés du savoir.

## Méthodes assimilables
Les Cafés du savoir partagent certaines caractéristiques avec les The World Cafe, un processus conversationnel prenant ses racines du dialogue stratégique avec les Intellectual Capital Pioneers au domicile de Juanita Brown et de David Isaacs, et par la suite développé par les communautés de pratique des World Cafés.
En France on peut retrouver ce mode de fonctionnement dans les cafés philosophiques. Les cafés linguistiques, très répandus dans les communautés d'étrangers en France et en Europe, constituent de même des réunions thématiques de partage.

## Sources
- (en) Cet article est partiellement ou en totalité issu de l’article de Wikipédia en anglais intitulé « Knowledge Cafe » (voir la liste des auteurs).